# 科摩罗群岛
科摩罗群岛（法語：L'archipel des Comores）是位于非洲东南海岸莫桑比克东部与马达加斯加西南部上的一座火山群岛。该岛群在行政上由科摩罗（人口850,688）和法国海外省馬約特（人口270,372）管辖。科摩罗联盟宣称整个群岛的主权。